# Агрегатне виймання вугілля
Агрегатне виймання вугілля — видобування вугілля в довгому очисному вибої шахти за допомогою комплексу машин і механізмів (агрегатів) без постійної присутності людини. При А. в. в. комплексно механізованими й автоматизованими є процеси виймання, навалювання та доставляння вугілля до штреку, пересування вибійного конвейєра, кріплення привибійного простору, керування покрівлею, укладання силових кабелів і шлангів для зрошування, зачищування підошви пласта, дегазації пласта, а також монтажні й демонтажні роботи.
До комплексу машин і механізмів, використовуваних при А. в. в., належать: вузькозахватний видобувний комбайн або струг, пересувний конвейєр, механізоване гідравлічне кріплення, кабеле-шлангоукладач, пристрої для зачищування підошви пласта, для монтажних та демонтажних робіт і дегазації пласта, апаратура автоматизованого керування комплексом. Крім того, до комплексу належать механізми навалювання вугілля у вагонетки, або на конвеєр на штреку. Керування (гідравлічне або електрогідравлічне) машинами і механізмами централізоване і здійснюється з пульта, встановленого на підготовчій виробці.